# Atrypanius cretiger
Atrypanius cretiger är en skalbaggsart som först beskrevs av White 1855. Atrypanius cretiger ingår i släktet Atrypanius och familjen långhorningar.
Artens utbredningsområde är Panama. Inga underarter finns listade.